# Alfred Hauptmann
Alfred Hauptmann (ur. 29 sierpnia 1881 w Gliwicach, zm. 5 kwietnia 1948 w Bostonie) – niemiecki psychiatra i neurolog. 

## Życiorys
Razem z Siegfriedem Josefem Thannhauserem opisał rzadką postać dystrofii mięśniowej, niekiedy określaną jako zespół Hauptmanna-Thannhausera.

## Wybrane prace
- Luminal bei Epilepsie. Münchner medizinische Wochenschrift 1912; 59: 1907-1909
- Hirndruck. Habilitationsschrift an der Universität Freiburg. Union deutsche Verlagsgesellschaft (Stuttgart) 1914
- (razem z Siegfriedem Josephem Thannhauserem): Muscular shortening and dystrophy. A heredofamilial disease. Archives of neurology and psychiatry 1941; Vol. 46: 654-664
- Ätiologie und Pathogenese der syphilitischen Geistesstörungen [w:] Handbuch der Geisteskrankheiten, vol. 8. Berlin: Julius Springer, 1930.
- Krieg der Unfalls-Hysterie! Deutsche Zeitschrift für Nervenheilkunde, Berlin, 1925, 88: 193.